# Desa Jelegong (administrativ by i Indonesien, lat -6,97, long 107,77)
Desa Jelegong är en administrativ by i Indonesien.   Den ligger i provinsen Jawa Barat, i den västra delen av landet, 130 km sydost om huvudstaden Jakarta.